# Versnellingspook

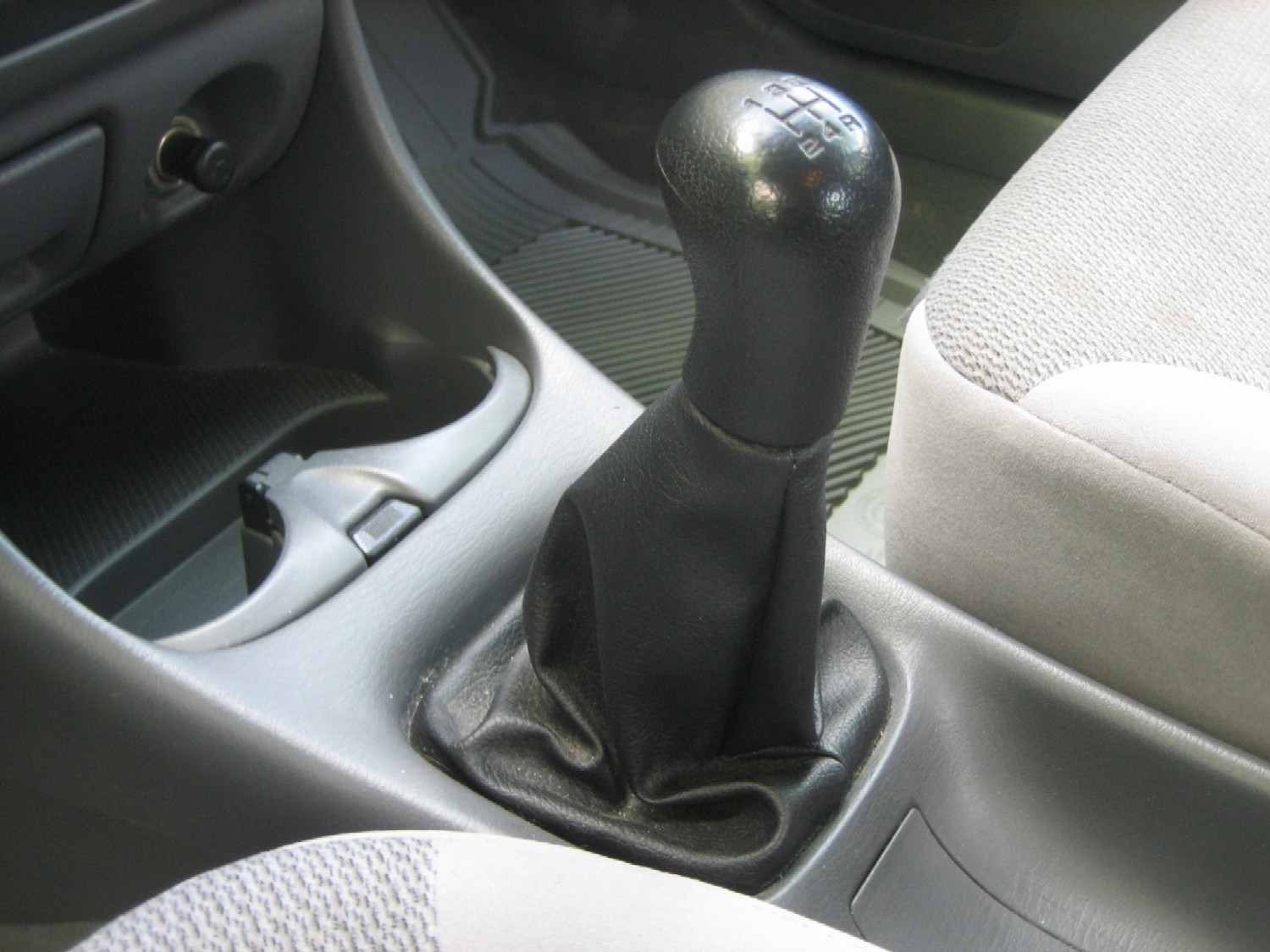
Versnellingspook

Een versnellingspook of schakelpook is een instrument waarmee de versnellingsbak van een voertuig kan worden bediend. Door de pook in een stand te zetten wordt voor een bepaalde overbrenging gekozen. Het veranderen van de overbrenging wordt 'schakelen' genoemd. Daarbij is het meestal noodzakelijk om de koppeling te gebruiken. Het schakelpatroon is meestal op de versnellingsknop aangegeven. Er bestaan verschillende schakelpatronen, bijvoorbeeld de achteruit kan links of rechts zitten, de eerste versnelling kan naar voren of naar achteren geschoven moeten worden.

## Automobielen
Bij automobielen kan de versnellingspook op verschillende plaatsen aangebracht zijn: in het dashboard, aan de stuurkolom, op de vloer of op de middenconsole tussen de twee voorstoelen.
Handgeschakelde personenauto's hebben meestal vier tot zes, soms zeven (de Lexus LS heeft er al acht) versnellingen en een achteruitversnelling. Vrachtwagens kunnen meer dan vijftien versnellingen hebben.
De R op de versnellingspook staat voor het Engelse 'reverse', de AR voor het Franse 'arrière', ofwel 'achteruit'.
Sportieve automobielen maken gebruik van een zogenaamde sequentiële versnellingsbak waarbij de pook vooruit wordt bewogen om op te schakelen en achteruit om terug te schakelen.
Bij auto's zonder gesynchroniseerde versnellingsbak, zoals de (oude) Fiat 500 moet men de koppeling tussen twee versnellingen in de vrijstand op laten komen en de juiste hoeveelheid gas geven (double clutch) om de toerentallen van de tandwielen van de in te schakelen versnelling (ongeveer) te synchroniseren.

### Dashboardversnelling
Hierbij steekt de versnellingspook horizontaal uit het dashboard. Sommige oudere automodellen zoals de Citroën 2CV en de Renault 4 hebben zo'n paraplu, zo genoemd vanwege de kromming.

### Stuurversnelling
Hierbij is de versnellingspook op de stuurkolom aangebracht. Deze plaatsing is vaak toegepast bij automobielen met een zitbank in plaats van stoelen vooraan.

### Vloerversnelling
Hierbij steekt de versnellingspook tussen de twee voorste stoelen uit de vloer omhoog. Deze variant komt het meest voor.

### Enkele voorbeelden van schakelpatronen
Het versnellingsbakpatroon met de "1" linksonder wordt dogleg genoemd.

patroon met 3 versnellingen bij oude automobielen
patroon met 4 versnellingen, onder meer bij de dashboardversnelling van de Renault 4 en de Citroën 2CV
gebruikelijk patroon met 4 versnellingen
gebruikelijk patroon met 5 versnellingen
patroon met 5 versnellingen, bij sommige Volvo's, bij veel Renaults en bij een aantal Duitse merken
patroon met 5 versnellingen, vooral bij race- en sportwagens
patroon met 6 versnellingen

### Automatische transmissie
Automatische transmissies hebben gewoonlijk een recht patroon met de standen P (parkeren), R (achteruit), N (neutraal, vrij), D (drive, rijden) en eventueel enkele genummerde standen. Deze laatste zijn om een specifieke versnelling te selecteren, voor steile wegen.

## Motorfietsen

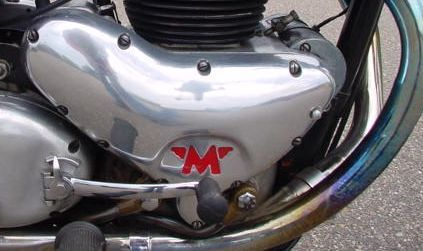
Rechts geplaatste versnellingspook met indicatieplaatje van een Matchless uit 1958. Tegenwoordig wordt op motorfietsen links geschakeld.

Bij motorfietsen wordt meestal gebruikgemaakt van een bij de voetsteun gemonteerde pook, meestal aan de linkerzijde en te bedienen met de voet.